# Эллефсон, Дэвид
Дэвид Уоррен Эллефсон (род. 12 ноября 1964) — американский музыкант (бас-гитарист), наиболее известный как один из основателей треш-метал-группы Megadeth, в которой он играл с 1983 по 2002 годы и с февраля 2010 по май 2021 года. Кроме Megadeth, он также участвовал в группах Temple of Brutality, F5 и Killing Machine. Проживает в городе Скоттсдэйл, штат Аризона.

## Ранние годы
Ещё не окончив среднюю школу, Дэвид начал играть на бас-гитаре, полюбив и приобщившись к тяжёлой музыке. Он оттачивал своё мастерство, играя в составе различных групп по клубам всего запада США.

### Megadeth (1983—2002)
За исключением фронтмена группы, соло- и ритм-гитариста и вокалиста Дэйва Мастейна, Эллефсон долгое время оставался несменяемым членом Megadeth с момента основания в 1983 и до временного распада в 2002 году. Он участвовал в записи каждого альбома и во всех турах, начиная со времён выпуска Killing Is My Business… And Business Is Good! и заканчивая Rude Awakening.
Чтобы как-то различать двух Дэвидов, Эллефсона стали называть «Dave Junior» («Дэйв Младший»), что потом переросло в просто «Junior».
Изначально он играл на бас-гитаре только пальцами, но на протяжении своего существования Megadeth прогрессировали, и их музыка становилась сложнее и техничнее. Тогда Эллефсону пришлось переходить на игру медиатором. Также он являлся бэк-вокалистом группы.

## Разногласия с Мастейном

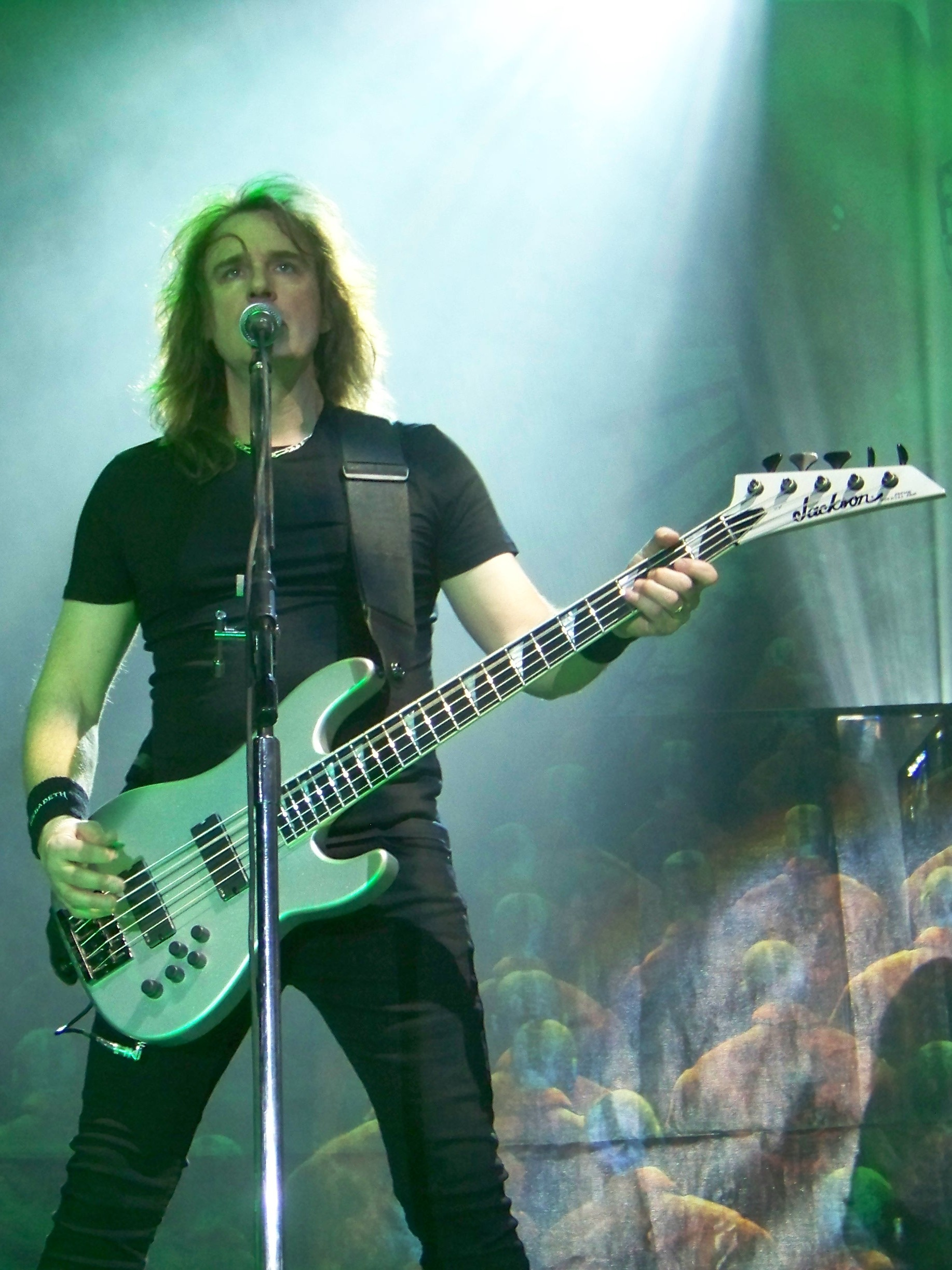
Дэвид Эллефсон на концерте Megadeth в Киеве (Украина) в марте 2011 года

Мастейн воскресил группу в 2004 году для записи альбома The System Has Failed, несмотря на то, что все участники группы, за исключением Криса Поланда (соло- и ритм-гитариста времён Killing Is My Business… And Business Is Good!), отказались принять участие в процессе записи.
Дэйв и Дэвид оспаривали свои права на название «Megadeth», но иск Эллефсона не был удовлетворён судом. Вражда между музыкантами настолько обострилась, что на официальном сайте Эллефсона не оказалось ни строчки про Megadeth в разделе «Биография», только указаны альбомы в «Дискографии».
По словам музыкантов, в настоящее время[когда?] всё наладилось. Мастейн говорит, что ужинал с Джуниором за месяц до рождества в 2005 году и они несколько раз говорили по телефону. Эллефсон также подтверждает это и говорит, что если бы Мастейн предложил ему присоединиться к группе, он бы согласился.

### Карьера после Megadeth (2002 — 2010)
В 2002 году Эллефсон организовывает группу F5, в состав которой он вошёл как басист наряду с Дэйлом Стилом (вокал), Стивом Конли (соло-гитара), Джоном Дэвисом (ритм-гитара) и бывшим ударником Megadeth Джимми Деграссо. Их первый альбом A Drug for all Seasons вышел в 2005 году. В феврале 2006 года группа выступала вместе с Disturbed, а летом отправилась в турне по Западу Америки.
Дэвид также участвовал в записи альбома Metalmorphosis 2006 года группы Killing Machine и альбома Prophecy группы Soulfly, а также принял участие в клипе «Prophecy». Также он известен по своей работе с группами Avian и Temple of Brutality.

### Возвращение в Megadeth (с 2010)
8 февраля 2010 года на официальном сайте группы появился пресс-релиз, в котором сообщалось, что Эллефсон вернулся в группу.

## Скандал
10 мая 2021 года пользователь Instagram под именем woahworst выложил разоблачающее сообщение о Дэвиде, прикрепив видео откровенного характера, где Эллефсон занимается мастурбацией, обращаясь к девушке. В посте пользователь заявил, что Дэвид отправил видео несовершеннолетней девушке, которую преследовал и пытался вторгнуться в её личное пространство. Также woahworst призвал поклонников Megadeth распространить пост. В тот же день от аккаунта Эллефсона отписался лидер группы Дэйв Мастейн. 11 мая на официальной странице коллектива в Twitter было опубликовано сообщение:

"Нам известно о недавних заявлениях относительно Дэвида Эллефсона, и мы внимательно следим за развитием событий. Что касается творчества и бизнеса, то мы все знакомы друг с другом. Однако, в личной жизни Дэвида явно есть аспекты, которые он держит при себе. Важно, чтобы каждый был услышан открыто и уважительно по мере развития ситуации. Мы с нетерпением ждём, когда правда выйдет на свет"

В тот же день заявление опубликовал Дэвид и девушка:

"Дорогие поклонники и друзья, 
Как вы, возможно, знаете или ещё не знаете, некоторые частные и личные записи разговоров и взаимоотношений всплыли в сети и были опубликованы со злым умыслом третьей стороной, которая не имела права обладать или делиться ими. Хотя это, безусловно, постыдно, я хочу ответить на этот вопрос как можно более открыто и честно.
Я не горжусь этим, но это были частные, взрослые разговоры, которые были вырваны из контекста и использованы для нанесения максимального ущерба моей репутации, карьере, семье.
Другая вовлечённая сторона сделала заявление, которое вы можете увидеть ниже. Я благодарю её за это и надеюсь, что это прояснит ситуацию, которая была совсем не такой, как её представляют.
Смиренно ваш, 
Дэвид Эллефсон"

"Я именно та девушка, о которой сейчас говорят в сообщениях о Дэвиде Эллефсоне, и я просто хочу рассказать свою версию истории, потому что люди распространяют дезинформацию, ситуация выходит из-под контроля и имеет мало общего с реальностью.
Да, эти видеозвонки действительно имели место, но инициатором их была я, и я не была на тот момент несовершеннолетней, всегда это было по обоюдному согласию. Ничего неподобающего до этого не происходило. Всё было по обоюдному согласию, я не являюсь жертвой, меня совершенно не обхаживали и именно я была инициатором. Я просто была достаточно наивна, чтобы записать видео и поделиться им с другом без разрешения Дэвида. В конце концов всё было по обоюдному согласию, и всё это происходило в Интернете.
Я не знаю, как всё дошло до случившегося, но многие люди, намеренно пытающиеся навредить ему, упускают много информации.
Я бы попросила всех, кто распространяет эти личные частные видеозаписи или любую дезинформацию о нём, остановиться"

14 мая официальный аккаунт группы отписался от Эллефсона. 16 мая Эллефсон удалил свой аккаунт в Twitter и закрыл свой профиль в Instagram.
24 мая в официальном Instagram-аккаунте было опубликовано обращение к фанатам от Дейва Мастейна, в котором было объявлено об исключении Эллефсона из группы.
26 мая в заявлении для журнала Rolling Stone Эллефсон рассказал что сейчас работает с полицией Скоттсдейла для вычисления анонима, который опубликовал интимные видео. Также Эллефсон ведёт переговоры с адвокатами для подачи судебного иска на пользователя за распространение порнографии, дезинформации и клеветы. 

## Группы
- Megadeth (1983—2002 и 2010—2021)
- F5 (с 2002 по сей день)
- Killing Machine (2004—2006)
- Soulfly (2004)
- Avian (2006—2009)
- Metal Allegiance
- Lucid (с 2021 по сей день)
- Dieth (с 2022 по сей день)
- Kings Of Thrash (с 2022 по сей день)

## Дискография
С Megadeth
- 1985 — Killing Is My Business… and Business Is Good!
- 1986 — Peace Sells… but Who’s Buying?
- 1988 — So Far, So Good… So What!
- 1990 — Rust in Peace
- 1992 — Countdown to Extinction
- 1994 — Youthanasia
- 1997 — Cryptic Writings
- 1999 — Risk
- 2001 — The World Needs a Hero
- 2011 — TH1RT3EN
- 2013 — Super Collider
- 2016 — Dystopia

С F5
- 2005 — A drug For All Seasons
- 2008 — The Reconing
- 2009 — Tim Ripper Owens
- 2010 — Angels of Babylon

С Soulfly
- 2004 — Prophecy

С Avian
- 2005 — From the Depths of Time

С Killing Machine
- 2006 — Metal morphosis

Ellefson-Soto
- 2022 — Vacation in the Underworld

С Dieth
- 2023 — To Hell and Back

## Публикации текстов
- Ellefson D., McIver J. My Life with Deth : Discovering Meaning in a Life of Rock & Roll :  [англ.] / David Ellefson with Joel McIver; foreword by Alice Cooper. — New York : Howard Books, 2013. — xii, 238 p. : ill. — ISBN 978-1-4516-9988-3. — LCCN 2013-11325. — OCLC 1194915682.